# الدوري الجنوبي لكرة القدم 1966–67
الدوري الجنوبي لكرة القدم 1966–67 (بالإنجليزية: 1966–67 Southern Football League)‏ هو موسم من الدوري الجنوبي الممتاز، الذي يعد أعلى دوري كرة قدم في جمهورية أيرلندا، فاز فيه نادي رومفورد ‏.